# Cosmoscarta wallacei
Cosmoscarta wallacei är en insektsart som beskrevs av Butler 1874. Cosmoscarta wallacei ingår i släktet Cosmoscarta och familjen spottstritar. Inga underarter finns listade i Catalogue of Life.